# Aviva Centre
Aviva Centre, dawniej Rexall Centre – kompleks tenisowy w Toronto, w prowincji Ontario w Kanadzie, w kampusie York University.
Obiekt wybudowany został w miejsce wyburzonego w 2003 roku National Tennis Centre. Otwarcie nastąpiło 26 lipca 2004 roku, a dzień później odbył się pierwszy mecz w kompleksie, na arenie głównej pomiędzy Andre Agassim oraz Tommym Haasem.
Oprócz kortu centralnego, który pomieści 12 500 widzów, funkcjonuje również boisko tenisowe o pojemności 5000 osób oraz 10 innych kortów. Wszystkie korty posiadają nawierzchnię twardą DecoTurf.
Co roku odbywa się męski i żeński turniej tenisowy Canadian Open. Mężczyźni rywalizują w latach parzystych, a kobiety w latach nieparzystych. Drugą areną, gdzie turniej jest rozgrywany jest Stade Uniprix w Montrealu – tam panowie grają w latach nieparzystych, a panie w latach parzystych. Męska impreza jest rangi ATP Tour Masters 1000, a żeńska WTA Premier 5.
W 2015 roku na obiekcie odbyły się igrzyska panamerykańskie w konkurencji tenisa.
Oprócz zawodów tenisowych w kompleksie organizowane są koncerty muzyczne i inne imprezy.